# Hudson Dusters
Die Hudson Dusters waren eine kriminelle Vereinigung in New York City von 1890 bis 1916 und werden zu den fünf klassischen Banden der Stadt gezählt.

## Territorium
Der Name der Bande bezog sich auf das von ihnen beherrschte Gebiet, das sich im Westen entlang des unteren Manhattan entlangzog; d. h., es begann am Hudson River und zog sich im Osten bis zum  Broadway in Manhattan, im Norden zur Fourteenth Street und berührte im Süden die Battery. Ein eigentliches Hauptquartier besaß die Bande angeblich nicht, aber wenn es etwas zu besprechen gab, dann traf sich die Bande vermutlich irgendwo in der Bethune oder Hudson Street.

## Geschichte
Die irische Bande wurde etwa um 1890 gegründet und setzte sich dann gegen die Potashes und Boodles durch. Ihre Anführer waren Kid Yorke und Circular Jack, der ursprünglich von den Gophers kam. Dusters und Gophers verbündeten sich später, unterlagen aber letztendlich im Kampf mit den italienischen Five Pointers und den „Kosher Nostra“ der Eastman Gang. Den Rest besorgten dann 1916 die Marginals, welche die Kontrolle über die West Side Docks erlangten.

## Aktivitäten
Die Dusters versorgten unter anderem die ortsansässigen Intellektuellen und Künstler mit Kokain; viele der Mitglieder waren aber selbst abhängige Kokain-Konsumenten. Aus den Reihen der Dusters ging ein legendärer Dieb hervor. „Ding Dong“ organisierte eine Gruppe von Kindern, welche die Express-Waggons der Eisenbahn erkletterten und Postsendungen stahlen.